# تالار انتظار
تالار انتظار یا تالار شهر، نام یک مجموعهٔ فرهنگی هنری در شهر کرمانشاه است که در میدان آزادگان در جنوب غربی این شهر قرار دارد. این مجموعه دارای دو بخش است، بخشی از آن به تئاتر شهر کرمانشاه اختصاص یافته‌است؛ و بخش دیگر سالن اصلی این مجموعه است که برای کاربری همایش و کنفرانس ساخته‌شده و ۶۰۴ نفر گنجایش دارد. علاوه بر همایش‌ها و کنفرانس‌ها، اجرای تئاتر و کنسرت‌های موسیقی نیز در این تالار برگزار می‌شود.
معمار این تالار علی‌اکبر صارمی بوده‌است که طراحی این بنا را در سال ۱۳۷۶ انجام داد. ساخت این تالار از سال ۱۳۸۲ آغاز شد و در ۱۳۸۷ به بهره‌برداری رسید.

## تئاتر شهر کرمانشاه
از اردیبهشت ۱۳۹۲، بخشی از مجموعهٔ انتظار به عنوان تئاتر شهر کرمانشاه نامگذاری شد. مجموعهٔ انتظار کرمانشاه دارای ۲ سالن است. سالن اصلی مجموعه، سالن کنفرانس با ظرفیت ۶۰۴ نفر است که برای برگزاری مراسم‌ها و همایش‌ها و نیز اجرای تئاتر مورد استفاده قرار می‌گیرد. سالن دیگر با ظرفیت ۲۴۸ نفر به نمایش فیلم و نیز اجرای تئاتر اختصاص دارد. دو پلاتو نیز در این مجموعه با ظرفیت‌های ۱۰۰ و ۵۰ نفر برای اجرای تئاتر ساخته‌شده‌است. دفتر انجمن نمایش کرمانشاه در این مجتمع واقع است.

## معماری تالار
امیر بانی‌مسعود در کتاب معماری معاصر ایران: در تکاپوی بین سنت و مدرنیته در رابطه با معماری این تالار می‌نویسد:
تالار مرکزی شهر کرمانشاه به سال ۱۳۷۶ خورشیدی طراحی و بین سال‌های ۱۳۸۲ تا ۱۳۸۷ خورشیدی ساخته‌شد. این مجموعه با دارا بودن یک سالن تئاتر ۶۵۰ نفره و سینمایی ۳۰۰ نفره با فضاهای جنبی، در یک حجم کاملاْ نئومدرن طراحی شده‌است. این مجموعه در بالای تپه‌ای در کنار میدان آزادگان شهر کرمانشاه قرار گرفته و دارای منظرهٔ مناسبی از میدان است. فکر اولیهٔ آن برگرفته از معماری تاق‌بستان و معماری آن یادآور تاق‌های تراشیده در دل کوه است. حجم اصلی تالار در هماهنگی کامل با اجزاء و محوطه‌سازی آن قرار دارد و تداعی‌گر معماری باستانی شهر کرمانشاه است.
علی‌اکبر صارمی خود دربارۀ معماری این تالار گفته‌است:
آخرین نتیجه‌‌ای که به آن دست یافتیم این بود که مجموعۀ بناهای ما نیز شبیه صخره‌ای سنگی باشد که گویی شیرین برای فرهاد تراشیده‌است.